# Idgrundsgrynnan
Idgrundsgrynnan är en ö i Finland. Den ligger i Bottenhavet och i kommunen Kristinestad i den ekonomiska regionen  Sydösterbotten i landskapet Österbotten, i den västra delen av landet. Ön ligger omkring 110 kilometer söder om Vasa och omkring 290 kilometer nordväst om Helsingfors.
Öns area är 3 hektar och dess största längd är 320 meter i sydöst-nordvästlig riktning.